# 卡多雷地区奥龙佐
卡多雷地区奥龙佐（義大利語：Auronzo di Cadore）是意大利威尼托大区贝卢诺省的一个市镇。总面积220平方公里，人口3553人，人口密度16.2人/平方公里（2009年）。国家统计（ISTAT）代码为025005。

## 友好城市
- 義大利利帕里
- 巴西伊洛波利斯